# Lurch
Lurch  is de butler van de fictieve Addams Family, bedacht door striptekenaar Charles Addams. Net als de andere personages kreeg Lurch pas zijn naam in de originele televisieserie.
Lurch is een reusachtige en zeer sterke man die nog wel het meest lijkt op het monster van Frankenstein. Hij zegt bijna nooit wat en gromt geregeld.

## Achtergrond
Veel van Lurch' verleden, waaronder zijn voornaam en zijn relatie met de Addams Family, was lange tijd onbekend. In de originele televisieserie werd onthuld dat Lurch in elk geval de achternaam is van het personage, daar in de serie ook een 'Moeder Lurch' voorkwam. Zij noemde haar zoon altijd Sonny, maar het is niet bekend of dit zijn echte naam is of gewoon een roepnaam gebruikt door zijn moeder.
In de film Addams Family Reunion werd vermeld dat Lurch deels een Addams is. Deze onthulling speelt in op het feit dat Lurch grote gelijkenissen vertoont met het monster van Frankenstein. In de film wordt vermeld dat Lurch is opgebouwd uit lichaamsdelen van verschillende mensen en dat zijn hart van een Addams is.

## Personage
Lurch probeert de familie bij te staan zoals elke goede butler, maar vanwege zijn enorme postuur en kracht breekt hij vaak spullen. Lurch is zeer loyaal aan de familie en heeft een band met hen die veel verder gaat dan de typische werkgever-werknemerrelatie.
Wanneer de familie Lurch nodig heeft, roepen ze hem middels een luide gong, die kan worden geactiveerd door aan een strop te trekken die in elke ruimte van het huis hangt. Na het luiden van de gong komt Lurch altijd direct de kamer binnenlopen (zelfs als eerder in dezelfde scène getoond wordt dat hij helemaal niet in de buurt is) en zijn eerste woorden zijn steevast "You rang?" (u belde?). Soms komt Lurch zelfs al binnen voordat de familie de gong heeft geluid.
De familie behandelt Lurch als een lid van het gezin. Binnen de familie heeft hij vooral een sterke band met Wednesday, voor wie hij een soort tweede vader is. Verder deelt Lurch de macabere interesses van de familie en is hij goed bevriend met Thing.
Lurch zelf heeft duidelijk plezier in zijn werk en neemt elke taak aan. Zijn officiële titel is 'butler', maar hij lijkt een manusje-van-alles.
Lurch speelt in zijn vrije tijd vaak klavecimbel op virtuoos niveau.

## Acteurs
In de originele serie werd Lurch gespeeld door Ted Cassidy, die ook de stem van Lurch deed in de eerste animatieserie. In de tweede animatieserie werd de stem van Lurch gedaan door Jim Cummings.
Carel Struycken vertolkte de rol van Lurch in alle drie de films. John DeSantis speelde Lurch in The New Addams Family.
Voor de Netflix televisieserie Wednesday uit 2022 wordt Lurch vertolkt door George Burcea in seizoen 1, en door Joonas Suotamo in seizoen 2.

## Spel
Lurch heeft een rol in het computerspel Fester's Quest. Hierin kan Fester op bepaalde momenten Lurch roepen met de gong, waarna Lurch alle aanwezige vijanden verslaat.

## Trivia
- Lurch is samen met Morticia Addams de enige van de Addams Family die al vanaf de allereerste strip meedeed.
- Oorspronkelijk zou Lurch in de eerste televisieserie geen tekst hebben. Ted Cassidy improviseerde bij de opnamen van de eerste aflevering echter de bekende zin "You rang?". Dit beviel de producers zo goed, dat ze Lurch toch meer tekst gaven.